# Koolhoven
Koolhoven var en nederländsk flygplansfabrik.
Företaget grundades av Frederick Koolhoven 1926 vid flygplatsen Waalhaven utanför Rotterdam. Till en början specialiserade man sig på små skol- och privatflygplan. Verksamheten utökades senare med militära flygplan och passagerarflygplan. Totalt kom man att konstruera 21 olika prototypflygplan vid fabriken.
De två största framgångarna för företaget var privatflygplanet F.K.41 och skolflygplanet FK.51. Båda flygplanstyperna väckte stort intresse vid flygutställningarna. 
Fram till 1938 växte företaget stadigt antalet anställda var drygt 1 200 personet och framtiden för bolaget såg ljus ut. Den 10 maj 1940 invaderades Nederländerna av Tyskland. Samtliga flygfält i Nederländerna bombades och ett av de första målen var Koolhovens fabriksanläggningar som totalförstördes. 
Efter andra världskrigets slut försökte man få igång produktionen igen med tidigare och nya modeller och bland annat tillverkades några segelflygplan. 1956 stängdes fabriken och bolaget likviderades. 

## Flygplan producerade vid Koolhoven
- Koolhoven FK.30 'Toerist'
- Koolhoven FK.35
- Koolhoven FK.36
- Koolhoven FK.37
- Koolhoven FK.39
- Koolhoven FK.40
- Koolhoven FK.41
- Koolhoven FK.42
- Koolhoven FK.43
- Koolhoven FK.44 'Koolmees'
- Koolhoven FK.45
- Koolhoven FK.46
- Koolhoven FK.47
- Koolhoven FK.48
- Koolhoven FK.49
- Koolhoven FK.49A
- Koolhoven FK.50
- Koolhoven FK.51
- Koolhoven FK.52
- Koolhoven FK.53 'Junior'
- Koolhoven FK.54
- Koolhoven FK.55
- Koolhoven FK.56
- Koolhoven FK.57
- Koolhoven FK.58
- Koolhoven FK.59